# Lacul Biwa
Lacul Biwa este un lac în zona central-vestică a insulei Honshu, Japonia. Este cel mai mare lac din Japonia.
Singurul său efluent, râul Yodo, curge dinspre extremitatea sudică a lacului spre golful Osaka. Lacul Biwa este cunoscut pentru culturile de perle.

## Nume
Numele lacului trimite la lăuta biwa a cărei formă este asemănătoare cu aceea a lacului.